# Johan Lorentz den yngre
Johan Lorentz den yngre (født 1610 i Flensborg, død 19. april 1689 i København) var en dansk komponist og organist, søn af orgelbyggeren Johan Lorentz den ældre. I 1629 blev han organist ved Vor Frue Kirke i København. I 1634 blev han kongelig hoforganist, og mellem 1653 og 1660 var han musiklærer for den senere kong Christian V. Døde 1689 i København.

## Liv og virke
Han hørte til de store orgelmestre fra perioden før Bach. Hans fader, Johan Lorentz den ældre, var en anset orgelbygger i Christian IV’s tjeneste; moderen hed Margrethe. Efter kongens ønske fik han 1629 af Universitetet bestalling som organist ved Vor Frue Kirke i København. I august 1631 tog han imidlertid orlov i 2 år for at studere musik og orgelspil i Italien og andetsteds, og det synes, som om han snart efter sin hjemkomst blev knyttet til Sankt Nicolai Kirke, hvor der fandtes et udmærket orgel, og hvis organist han derpå vedblev at være til sin død.
Det vides i alt fald, at han var ansat ved Nicolai Kirke i 1635, da han holdt bryllup med Gesa Prætorius, en datter af den berømte hamborgske organist og lærer i orgelkunsten Jacob Prætorius. Ved de store musikopførelser, som Christian IV lod foranstalte i anledning af sin søns ægteskab i 1634, og som lededes af kapelmester Heinrich Schütz, blev Lorentz blandt samtlige organister i København udvalgt til at medvirke i det ene korps, og han måtte senere stadig øve sin kunst ved hoffet både i kirken og i kammeret så vel som ved opførelsen af balletter og andre musikalske skuespil, til dels som stedfortræder for hoforganisten, først for polakken Michael Krakowitz, der i mange år led af gigt i hænder og fødder, og efter dennes afskedigelse for Enwaldt Hintze, der ikke havde villet give slip på sit organistembede i Danzig og derfor som oftest var fraværende.
Fra 1653 underviste han i 8 år Prins Christian (Christian V) i klaverspil. Til belønning for sin langvarige og besværlige hoftjeneste benådedes han 1654 efter vicekapelmester Jacob Ørns død med St. Gertruds Vikarie i Roskilde, og da hans fyrstelige elev havde tiltrådt regeringen, fik han 1671 godset overdraget til arv og eje. Hvad der især gjorde Lorentz bekendt i videre kredse og skaffede ham ry for at være en orgelspiller, der ikke stod tilbage for nogen i hele Europa, var hans offentlige orgelkoncerter, der fandt sted i Nicolai Kirke hver mandag, onsdag og fredag eftermiddag, om sommeren Kl. 4-5, om vinteren en time tidligere, og som tiltrak ikke blot byens egne indvånere, men også mange fremmede.
Efter sin første hustrus død (1659) giftede han sig med en datter af præsten i Brønshøj. Han omkom tillige med sin hustru og 2 datterbørn ved teaterbranden på Amalienborg under opførelsen af operaen "Der vereinigte Götterstreit" den 19. april 1689.